# Air Mali
Air Mali, anteriormente conocida como Compagnie Aerienne du Mali (abreviada como CAM) es una aerolínea con base en Malí y fundada gracias a los Fondos para el Desarrollo Económico Aga Khan a través de su filial IPS, Oeste de África y el Gobierno de Malí en abril de 2005. Efectuó su vuelo inaugural el 7 de junio de 2005 de Bamako via Mopti a Gao y regreso con un Dash 8. La intención inicial era canalizar la demanda de vuelos internos en Malí.

## Flota
La flota de Air Mali consiste de los siguientes aviones (a 29 de abril de 2010):